# Brittiska mästerskapet 1908/1909
Brittiska mästerskapet 1908/1909 var den 26:e säsongen av Brittiska mästerskapet i fotboll.

## Tabell
| Nr | Lag       | S | V | O | F | GM | IM | MS  | P |
| -- | --------- | - | - | - | - | -- | -- | --- | - |
| 1  | England   | 3 | 3 | 0 | 0 | 8  | 0  | +8  | 6 |
| 2  | Wales     | 3 | 2 | 0 | 1 | 6  | 6  | 0   | 4 |
| 3  | Skottland | 3 | 1 | 0 | 2 | 7  | 5  | +2  | 2 |
| 4  | Irland    | 3 | 0 | 0 | 3 | 2  | 12 | −10 | 0 |

## Matcher
|  | 13 februari 1909 | England                                      | 4 – 0 | Irland | Park Avenue |          |
|  |                  | Vivian Woodward ×2 George Hilsdon ×2 (1 str) |       |        | Bradford    | Bradford |
|  |                  |                                              |       |        | Bradford    | Bradford |
|  |                  |                                              |       |        | Bradford    | Bradford |

|  | 1 mars 1909 | Wales                                 | 3 – 2   | Skottland                        | Racecourse Ground                                       |                                                         |
|  |             | William Davies 23′, 39′ Lot Jones 26′ | (3 – 0) | 70′ Bobby Walker 73′ Harold Paul | Wrexham Publik: 6 000 Domare: Thomas Campbell (England) | Wrexham Publik: 6 000 Domare: Thomas Campbell (England) |
|  |             |                                       |         |                                  | Wrexham Publik: 6 000 Domare: Thomas Campbell (England) | Wrexham Publik: 6 000 Domare: Thomas Campbell (England) |
|  |             |                                       |         |                                  | Wrexham Publik: 6 000 Domare: Thomas Campbell (England) | Wrexham Publik: 6 000 Domare: Thomas Campbell (England) |

|  | 15 mars 1909 | Skottland                                                                        | 5 – 0   | Irland | Ibrox Park                                           |                                                      |
|  |              | Jimmy McMenemy 15′, 77′ Sandy MacFarlane 20′ Charlie Thomson 48′ Harold Paul 84′ | (2 – 0) |        | Glasgow Publik: 24 000 Domare: James Mason (England) | Glasgow Publik: 24 000 Domare: James Mason (England) |
|  |              |                                                                                  |         |        | Glasgow Publik: 24 000 Domare: James Mason (England) | Glasgow Publik: 24 000 Domare: James Mason (England) |
|  |              |                                                                                  |         |        | Glasgow Publik: 24 000 Domare: James Mason (England) | Glasgow Publik: 24 000 Domare: James Mason (England) |

|  | 15 mars 1909 | England                    | 2 – 0 | Wales | City Ground |            |
|  |              | George Holley Bert Freeman |       |       | Nottingham  | Nottingham |
|  |              |                            |       |       | Nottingham  | Nottingham |
|  |              |                            |       |       | Nottingham  | Nottingham |

|  | 20 mars 1909 | Irland                 | 2 – 3 | Wales                                | Grosvenor Park |         |
|  |              | Bill Lacey Andy Hunter |       | Lot Jones George Wynn Billy Meredith | Belfast        | Belfast |
|  |              |                        |       |                                      | Belfast        | Belfast |
|  |              |                        |       |                                      | Belfast        | Belfast |

|  | 3 april 1909 | England             | 2 – 0   | Skottland | The Crystal Palace                                    |                                                       |
|  |              | George Wall 3′, 10′ | (2 – 0) |           | London Publik: 23 667 Domare: James Stark (Skottland) | London Publik: 23 667 Domare: James Stark (Skottland) |
|  |              |                     |         |           | London Publik: 23 667 Domare: James Stark (Skottland) | London Publik: 23 667 Domare: James Stark (Skottland) |
|  |              |                     |         |           | London Publik: 23 667 Domare: James Stark (Skottland) | London Publik: 23 667 Domare: James Stark (Skottland) |